# Eleccions a l'Assemblea de Còrsega de 1984
Eleccions a l'Assemblea de Còrsega de 1984 se celebraren el 12 d'agost i foren les segones eleccions a l'Assemblea de Còrsega després de l'aprovació de l'estatut particular. Les autoritats franceses van convocar unes noves eleccions a causa del clima d'ingovernabilitat que hi havia a la cambra. Els resultats foren: 
| ← Eleccions a l'Assemblea de Còrsega, 12 d'agost de 1984 → |        |        |                          |
| Partit                                                     | Escons | %      | Líder                    |
| RPR- UDF                                                   | 19     | 20,17% | Jean-Paul de Rocca-Serra |
| MRG                                                        | 9      | 14,70% | Paul Giacobbi            |
| MRG                                                        | 9      | 13,80% | N. Alfonsi               |
| Partit Comunista Francès (PCF)                             | 7      | 11,74% | Dominique Bucchini       |
| CNIP- RPR                                                  | 5      | 7,87%  | Joseph-Antoine Chiarelli |
| Front Nacional                                             | 6      | 9,22%  | Pascal Arrighi           |
| Unió del Poble Cors (PPC)                                  | 3      | 5,21%  | Edmond Simeoni           |
| Moviment Cors per l'Autodeterminació (MCA)                 | 3      | 5,23%  | Pierre Poggioli          |
| TOTAL                                                      | 51     | 100,00 | -                        |

Fou elegit president de l'Assemblea el candidat dretà Jean-Paul de Rocca-Serra.